# Vincent Lynch
Vincent Lynch (nascido em 21 de setembro de 1968) é um ex-ciclista barbadense.

## Olimpíadas
Competiu pelo Barbados no ciclismo de estrada dos Jogos Olímpicos de Verão de 1988.